# NGC 1429
NGC 1429 је ознака објекта на координатама са ректансцензијом 3h 44m 4,1s и деклинацијом - 4° 43" 5'. Открио га је Френсис Ливенворт, 1886. Каснијим посматрањима на том положају није уочен никакав астрономски објекат.